# 14846 Lampedusa
14846 Lampedusa è un asteroide della fascia principale. Scoperto nel 1989, presenta un'orbita caratterizzata da un semiasse maggiore pari a 2,3608203 UA e da un'eccentricità di 0,1724220, inclinata di 10,02970° rispetto all'eclittica.
Questo asteroide è stato dedicato allo scrittore Giuseppe Tomasi di Lampedusa.